# Chinari
Chinari (en arménien Չինարի) est une communauté rurale du marz de Tavush, en Arménie. Elle compte 1 279 habitants en 2008.
Depuis la localité, le monastère de Khoranachat est visible.